# Monticorixa
Monticorixa is een geslacht van wantsen uit de familie van de Corixidae (Duikerwantsen). Het geslacht werd voor het eerst wetenschappelijk beschreven door Štys in 1975.

## Soorten
Het genus bevat de volgende soorten:

- Monticorixa armeniaca (Štys, 1975)
- Monticorixa kesar (Hutchinson, 1940)